# Павлунина
Павлунина — деревня в Катайском районе Курганской области. Входит в состав Большекасаргульского сельсовета.

## История
До 1917 года в составе Петропавловской волости Шадринского уезда Пермской губернии. По данным на 1926 год состояла из 115 хозяйств. В административном отношении входила в состав Касаргульского сельсовета Катайского района Шадринского округа Уральской области.

## Население
| 1989 | 2002 | 2010 |
| ---- | ---- | ---- |
| 12   | →12  | ↘10  |

По данным переписи 1926 года в деревне проживало 581 человек (257 мужчин и 324 женщины), в том числе: русские составляли 100 % населения.